# Carpi (Provinz Modena)
Carpi ist eine Stadt mit 72.523 Einwohnern (Stand 31. Dezember 2023) in der italienischen Provinz Modena in der Region Emilia-Romagna.

## Geographie
Carpi liegt in der Po-Ebene rund 20 km nördlich der Provinz- und Regionalhauptstadt Modena, mit der Carpi durch eine Bahnlinie sowie durch die Staatsstraße 413 verbunden ist, die beide nordwärts weiter nach Mantua führen.
Carpi bildet zusammen mit Soliera, Novi di Modena und Campogalliano die Verwaltungsgemeinschaft Unione delle Terre d’Argine.
Zu den Ortsteilen gehören Budrione, Cortile, Fossoli, Gargallo, Migliarina, Santa Croce, San Marino, San Martino und Secchia.
Die Nachbargemeinden sind Campogalliano, Cavezzo, Correggio (RE), Fabbrico (RE), Modena, Novi di Modena, Rio Saliceto (RE), Rolo (RE), San Prospero und Soliera.

## Geschichte

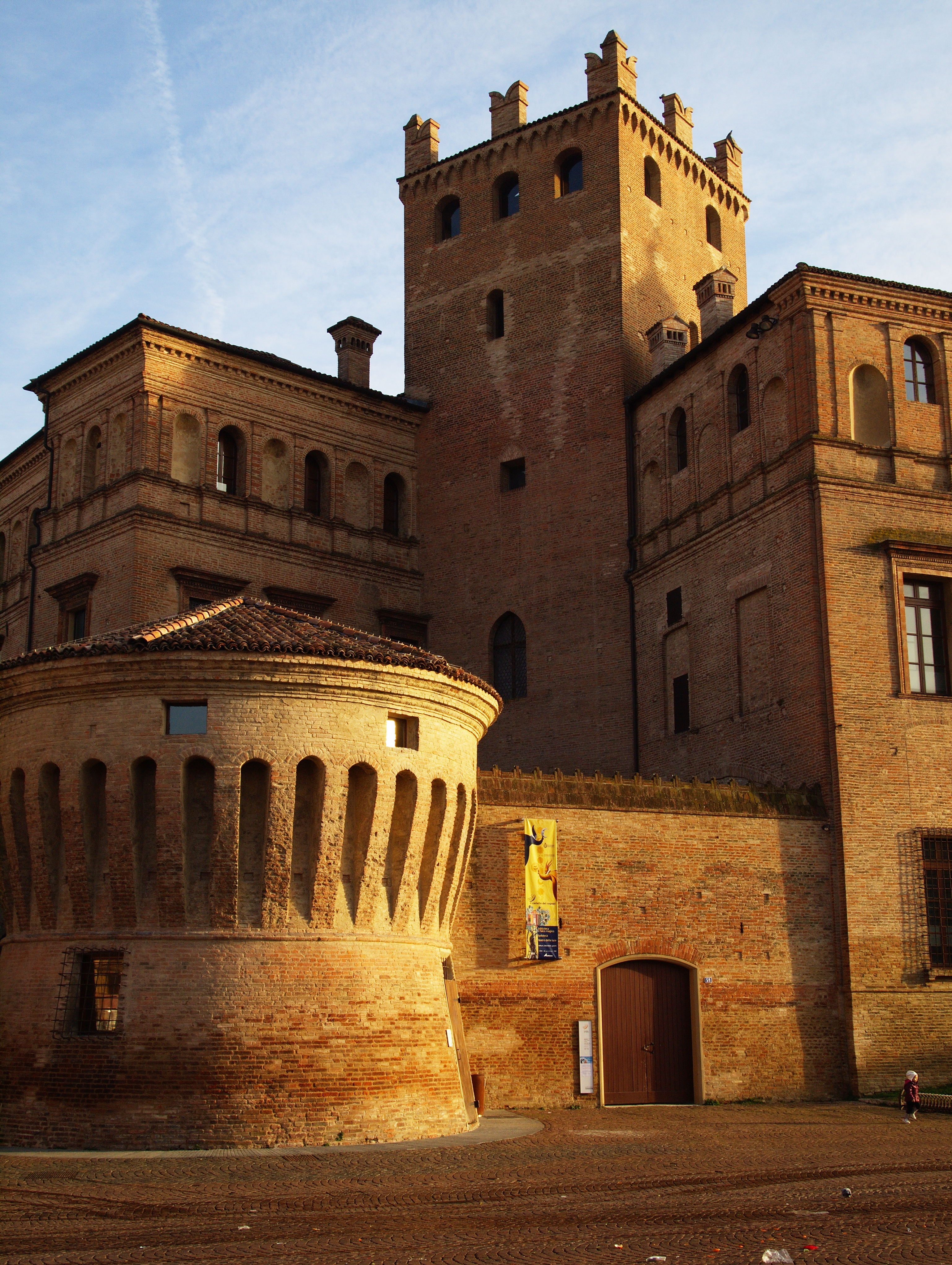
Palazzo dei Pio

In Carpi bestand bereits in der prähistorischen Villanova-Kultur eine Siedlung. Im Hochmittelalter wurde der Ort als Castrum Carpi befestigt. Carpi unterstand zunächst der Markgrafschaft Tuszien und dann der Herrschaft der Stadt Modena, die seit 1288 von der Familie Este regiert wurde. Im Jahre 1336 errichtete Manfredo aus der Familie der Pio, der seit 1329 in Modena als Reichsvikar amtierte, in Carpi eine eigene Herrschaft. Auf Manfredo folgte 1348 in Carpi Galasso, auf diesen 1367 Gilberto, dem 1389 Marco folgte. Der seit 1418 amtierende Alberto, genannt der Alte, erhielt das Privileg, sich „von Savoyen“ zu nennen; seither trug die Familie die Bezeichnung Pio di Savoia. Albertos Nachfolger Lionello (1463–1480) und Alberto III. (1480–1530) mussten sich mit dem Herrschaftsanspruch der Este aus Modena auseinandersetzen, die seit 1452 den Herzogstitel trugen und die 1525 schließlich die Herrschaft über Carpi erlangten, nachdem Kaiser Karl V. die Pio di Savoia vertrieben hatte.
In der Altstadt haben sich zahlreiche Bauten aus der Renaissancezeit erhalten. An vorderster Stelle der Palazzo dei Pio, auch Castello genannt. Er befindet sich an der Ostseite der Piazza dei Martiri, des langgestreckten Marktplatzes der Stadt. Der Palast vereint mittelalterliche Bauabschnitte wie dem wuchtigen Torre Buonaccolsi mit Renaissanceanbauten wie dem zylinderförmigen Torre dell’Uccelliera und dem Verlies des Galassio Pio und dem im 17. Jahrhundert hinzugefügten Uhrenturm. Die Kapelle des Palastes wurde von Bernardino Loschi und Vincenzo Catena mit Fresken versehen. In Carpi wirkten u. a. Baldassare Peruzzi und Ugo da Carpi. An der Nordseite der Piazza dei Martiri befindet sich der 1514 begonnene Dom der Stadt, Santa Maria Assunta, mit einer Barockfassade und einem achteckigen Turm über dem Hauptschiff.
Die Este blieben bis zur napoleonischen Besetzung Landesherren über die Stadt. Nach 1815 unterstand Carpi der habsburgischen Linie Österreich-Este bis zur italienischen Einigung 1860. Im 19. Jahrhundert erhielt Carpi einen Bahnanschluss; im Osten der Stadt entlang der Bahnlinie siedelten sich in der Folge Industriebetriebe an. 1922 stellte die örtliche Synagoge ihren Dienst ein, nachdem die meisten Mitglieder der jüdischen Gemeinde in andere Städte gezogen waren. 1943 errichteten die Faschisten im 2 km nördlich der Altstadt gelegenen Dorf Fossoli das Durchgangslager Fossoli ein, in dem Juden und Opfer politischer Verfolgung interniert wurden. Hier ist heute eine Gedenkstätte untergebracht. Für ihren Widerstand erhielt die Stadt die Tapferkeitsmedaille in Silber.
Bevölkerungsentwicklung
1861 zählte die Stadt Carpi 16.696 Einwohner, zu Beginn des 20. Jahrhunderts waren es knapp über 20.000, Anfang der 1950er Jahre 40.000.
Nach dem Zweiten Weltkrieg entstanden im Nordosten neue Reihenhauswohnungen im Viertel Cibeno, während im Westen entlang der Brennerautobahn A 22 ein Gewerbeviertel entstand.
Erdbeben
Bei den Erdbeben 2012 stürzten in Carpi und Cavezzo mehrere Gebäude ein.

## Kultur und Sehenswürdigkeiten

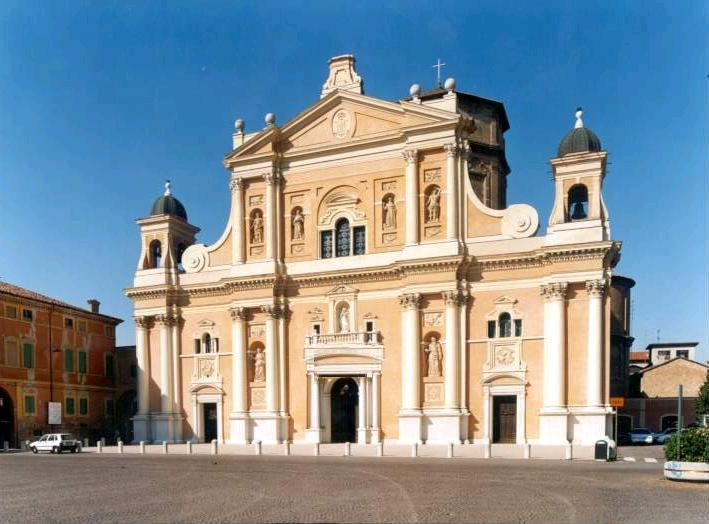
Dom Santa Maria Assunta

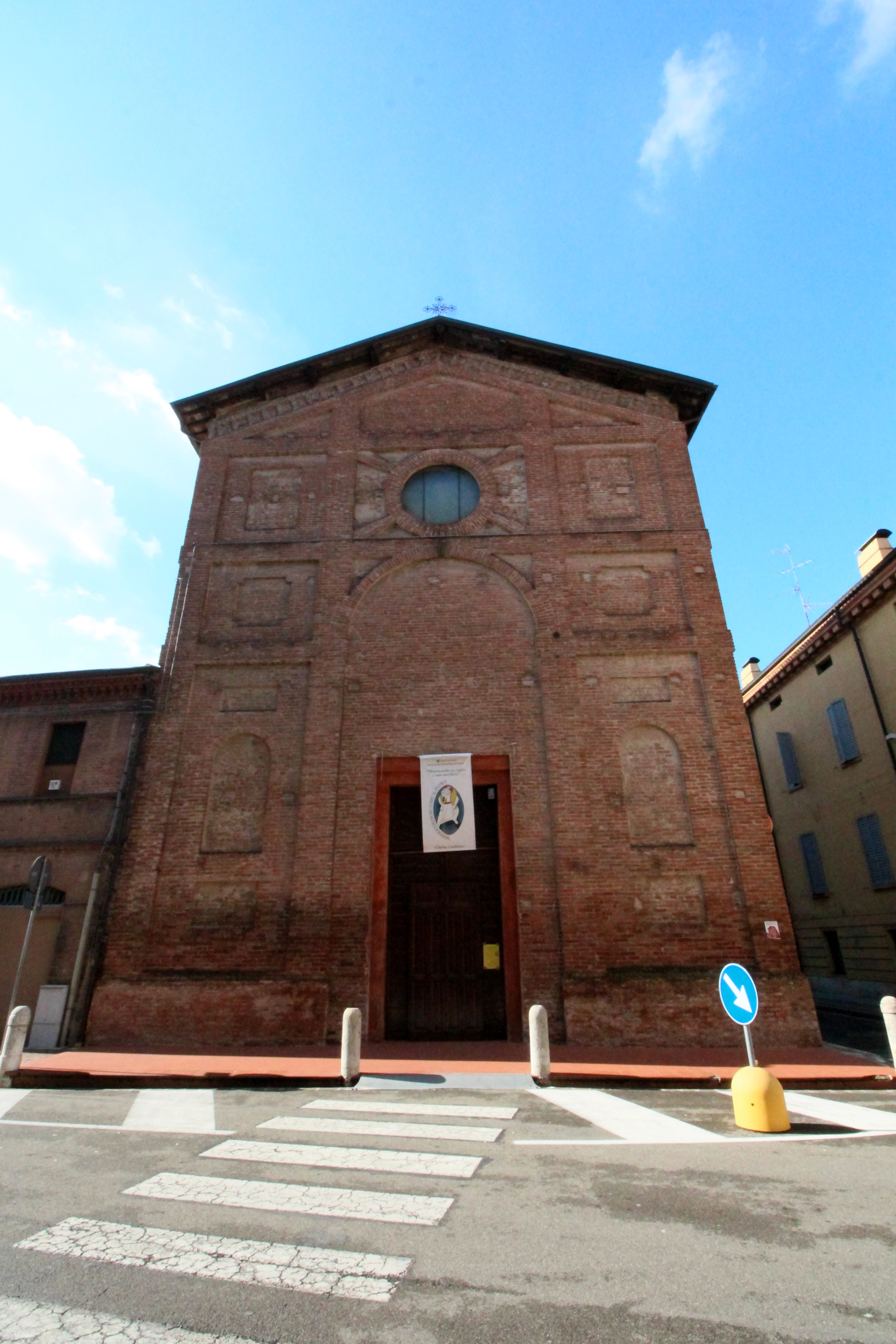
Die Kirche San Bernardino da Siena (Schutzpatron der Stadt)

- Die Stadt vergibt regelmäßig einen Kunstpreis.
- Dom Santa Maria Assunta, eigentlich Basilica Cattedrale di Santa Maria Assunta, 1514 begonnener Bau, der durch Baldassare Peruzzi entstand. Nach einem Baustopp von 1525 bis 1606 wurde der Bau im 18. Jahrhundert mit der barocken Fassade von Carlo Lugli fertiggestellt.
- Palazzo dei Pio, auch Castello genannt: Rathaus, mit Teilen aus verschiedenen Jahrhunderten, Renaissance-Fassade.
- Santa Maria in Castello, auch La Sagra genannt, Pieve aus dem 8. Jahrhundert, die erstmals im 9. Jahrhundert dokumentiert wurde. Wurde im 12. Jahrhundert verändert und durch Papst Lucius III. 1184 neu geweiht. Weitere Veränderungen fanden im 16. Jahrhundert durch Baldassare Peruzzi statt.
- San Bernardino da Siena, Kirche, die 1605 entstand und dem Schutzpatron der Stadt gewidmet ist. Linksseitig der Fassade befindet sich das Kloster der Kapuziner.

## Regelmäßige Veranstaltungen
- Festival der Philosophie: In Carpi findet jedes Jahr das Festival der Philosophie statt. Es ist eines der bedeutendsten internationalen Philosophietreffen zu verschiedenen philosophischen Themen.
- Maratona d’Italia: Seit 1988 findet jedes Jahr im Oktober die Maratona d’Italia statt.

## Sport
- Der örtliche Fußballverein Carpi FC spielte in der Saison 2015/16 erstmals in der Serie A, aktuell in der Serie B.
- Carpi war zweimal Zielort einer Etappe des Giro d’Italia:
  - 12. Etappe des Giro d’Italia 1998, 28. Mai: Es siegte der Franzose Laurent Roux.
  - 12. Etappe des Giro d’Italia 2008, 22. Mai: Es siegte der Italiener Daniele Bennati.

## Politik
Mit Wahldatum vom 14. Juni 2004 ist Enrico Campedelli Bürgermeister von Carpi, am 7. Juni 2009 wurde er wiedergewählt. Er gehört dem Mittelinksbündnis an.

## Städtepartnerschaften
- Wernigerode im Harz in Deutschland, seit 1964, erneuert 1991

## Verkehr
Öffentlicher Verkehr:
Die Bahnstrecke Verona–Mantua–Modena führt durch Carpi. Bis 1955 gab es auch eine Verbindung nach Reggio nell’Emilia.
Straße:
Carpi liegt an der A 22 (Autostrada del Brennero), die vom Brennerpass nach Modena führt und sich dort der A 1 (Autostrada del Sole) anschließt.
Luftverkehr:
Der Flugplatz Carpi dient der Allgemeinen Luftfahrt. Die nächstgelegenen Verkehrsflughäfen sind in Verona und Bologna.

## Persönlichkeiten
- Jacopo Berengario da Carpi (um 1470–um 1530), Anatom
- Ugo da Carpi (1480–1520/32), Holzschneider
- Rodolfo Pio (1500–1564), Kardinal
- Giovanni Boccalini (um 1520 – 1580), Architekt
- Bernardino Realino (1530–1616), Jesuit
- Bernardino Ramazzini (1633–1714), Arzt
- Ciro Menotti (1798–1831), Freiheitskämpfer
- Manfredo Fanti (1806–1865), General
- Antonio Gandolfi (1835–1902), General und Politiker
- Odoardo Focherini (1907–1944), seliggesprochener Funktionär der Azione Cattolica, Judenretter
- Carlo Rustichelli (1916–2004), Filmkomponist
- Maino Neri (1924–1995), Fußballspieler und -trainer
- Liliana Cavani (* 1933), Filmregisseurin
- Alida Chelli (1943–2012), Schauspielerin und Sängerin
- Salvatore Lanna (* 1976), Fußballspieler und -trainer
- Fabio Gilioli (* 1979), Straßenradrennfahrer
- Gregorio Paltrinieri (* 1994), Freistilschwimmer
- Lorenzo Mora (* 1998), Schwimmer